# Insula
Pour les articles homonymes, voir Insula (homonymie) et cortex insulaire.

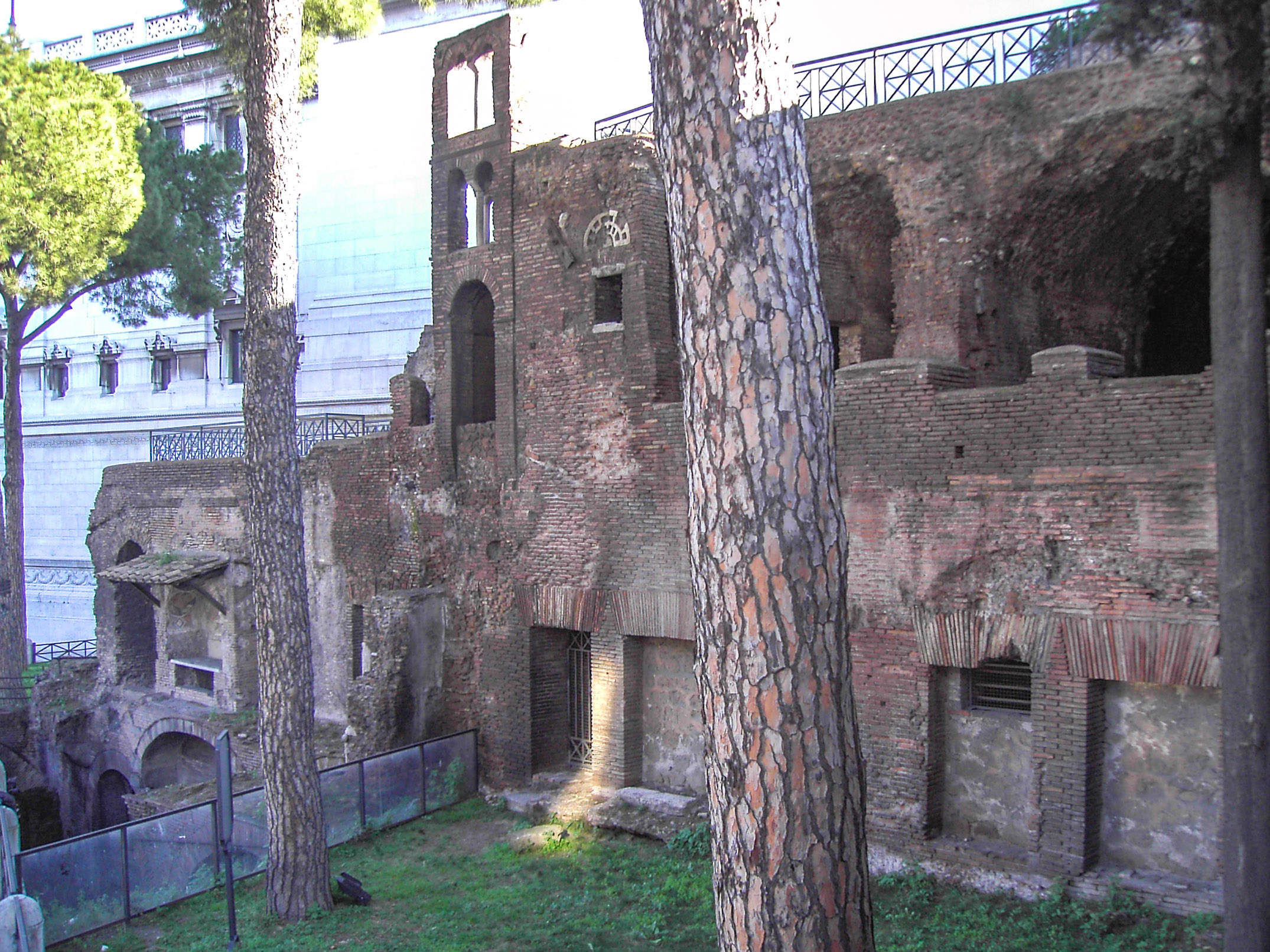
Ruine d'une insula près de la basilique Sainte-Marie d'Aracoeli, sur le Capitole.

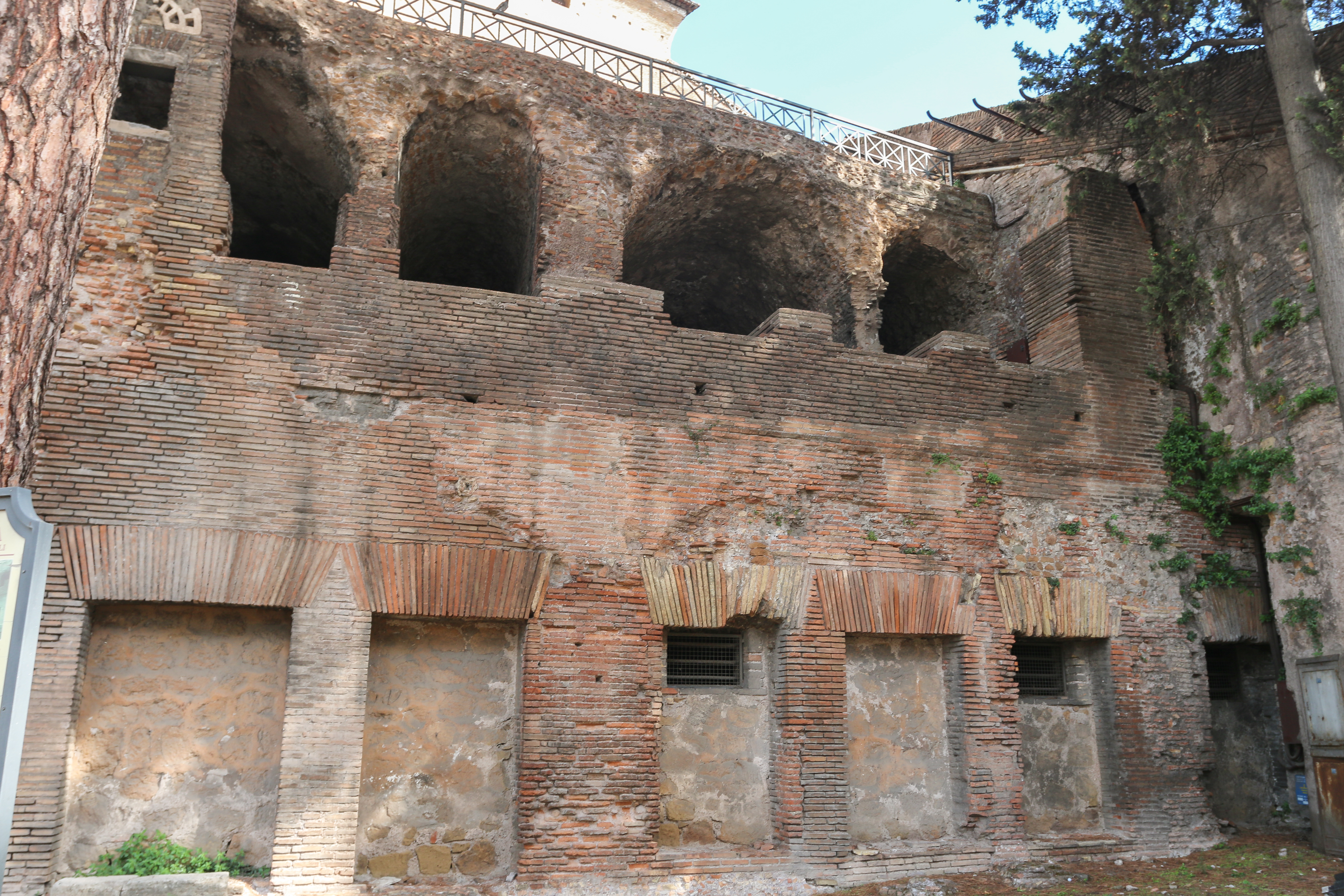
Étages supérieurs du même immeuble, sur le flanc nord-ouest du Capitole.

L'insula est le nom donné à une forme d'habitat urbain durant l'Antiquité romaine.

## Insula, un terme, de multiples significations
Le sens du mot insula a connu plusieurs évolutions avant de désigner l'« immeuble d'habitation ». De l'étymologie « île » (au milieu de l'eau), on passe à la notion de « parcelle de terrain isolée par des rues » (vici) puis au sens plus précis de « propriété foncière avec des habitations collectives » (par analogie au nom du terrain). Une insula est donc un immeuble d’habitation collectif, apparu tôt dans l'urbanisme de Rome et qui s'y est largement développé.
Dans de nombreux ouvrages, l'insula est un édifice ou un groupe d'édifices délimité par une voie (ambitus) permettant d'en faire le tour.
À cette signification viennent s'en ajouter d'autres ce qui prouve les maints sens du terme.
- « À la fin de la République », pour Cicéron, « insula » a toujours le sens de propriété immobilière que l'on peut louer ou vendre, l'un de ses amis, Marcus Caelius Rufus habitait dans une insula entendue au sens de « bâtiment divisé en appartements de location ».
- À partir du milieu du Ier siècle av. J.-C., la notion d'insula prend le sens d'un édifice divisé en appartements à louer, à des fins rentières, et mis en opposition avec le terme domus qui ne sert qu'à désigner la demeure patronale.
- Les auteurs d'époque impériale continuent d'utiliser le mot insula pour traduire deux réalités : l'îlot et l'immeuble divisé en appartements de location.

Souvent, dans les cas où l'on mentionne les insulae, apparaît l'opposition canonique domus/insula.

« L'insula est une demeure ayant perdu toutes les caractéristiques architectoniques de la domus, non seulement alors que celle-ci se développe en superficie, l'insula se développe en hauteur, mais en plus la première est destinée à une seule famille alors que la seconde est un habitat de location donc destinée à plusieurs groupes familiaux. D'autre part, alors que la domus, en raison de ses caractéristiques et de son statut seigneurial est assez isolée, l'insula ne l'est presque jamais […]. »

— Guido Calza.
Dans les textes juridiques du Bas-Empire romain, le sens d'insula n'est pas équivoque : il s'agit avant tout d'une entité cadastrale, c'est-à-dire fiscale, d'un complexe immobilier d'une certaine dimension formant une propriété unique divisible en sections de taille variable pouvant être louées ou transmises par héritage.
Les insulae sont des blocs architecturalement unitaires mais qui comportent des parties ou portions dont l'extension, les fonctions et la destination peuvent être assez diverses. La distinction insula/domus résulte d'autres passages des textes : « Appellatione domus insulam quoque iunctam domini videri, si uno pretio cum domo fuisset comparata. » Les différentes parties sont louées à des locataires sous contrat (locatio conductio).
Dans tous ces cas, le terme « insula » ne peut donc pas correspondre à la définition d'un îlot urbain entier. Pendant tout l'Empire, les immeubles de rapport qui, comme on l'a vu, peuvent être qualifiés d'insula, à condition d'en garder à l'esprit les définitions spatiales et juridiques, ne cessèrent de se multiplier.

## Archéologie
Les insulae les mieux conservées se trouvent à Rome, au pied du Capitole, et à Ostie.

Insula de l'Ara Coeli, au flanc ouest du Capitole, IIe siècle.
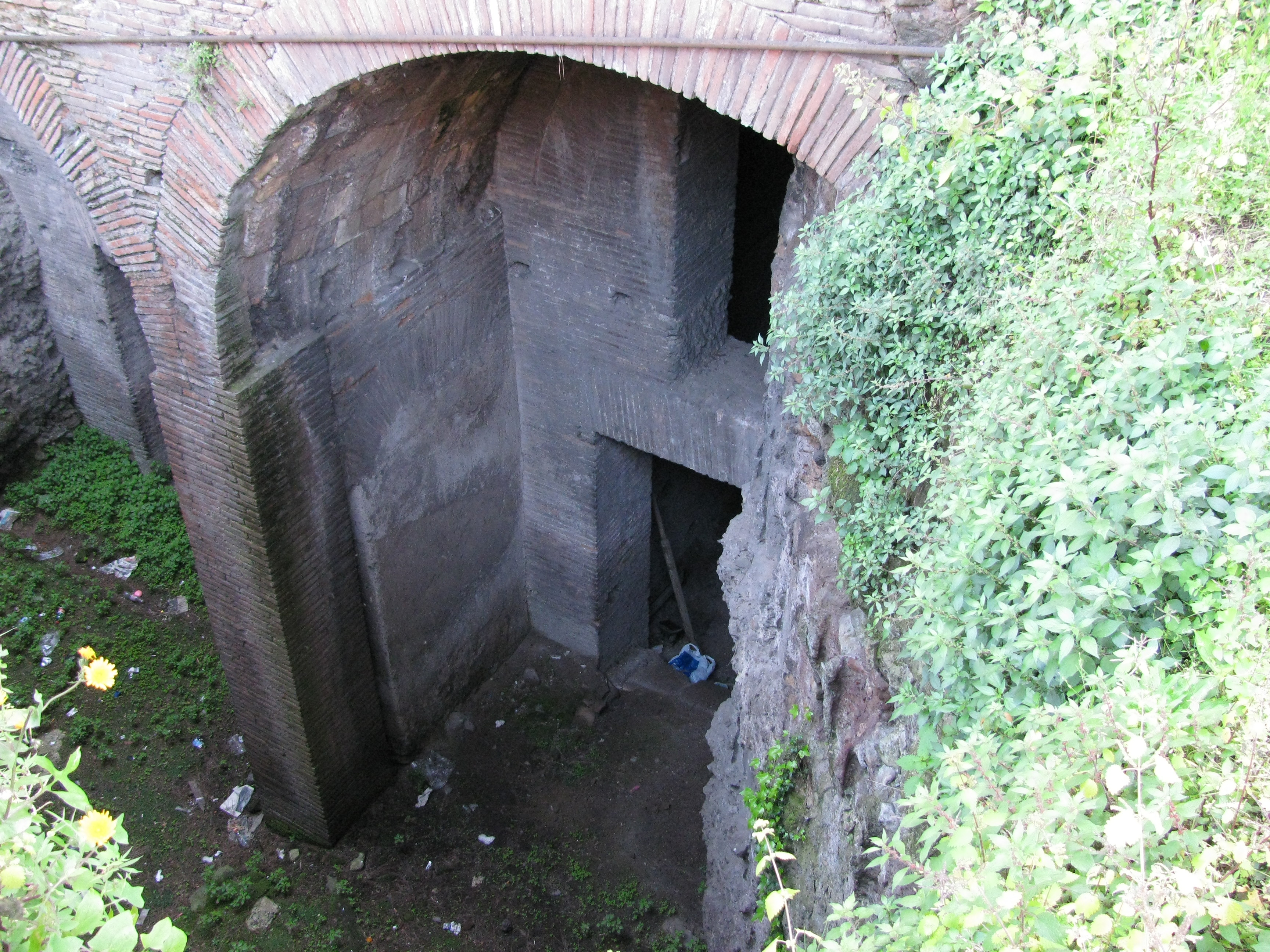
Rez-de-chaussée, portique en arcade et entrée de boutique.
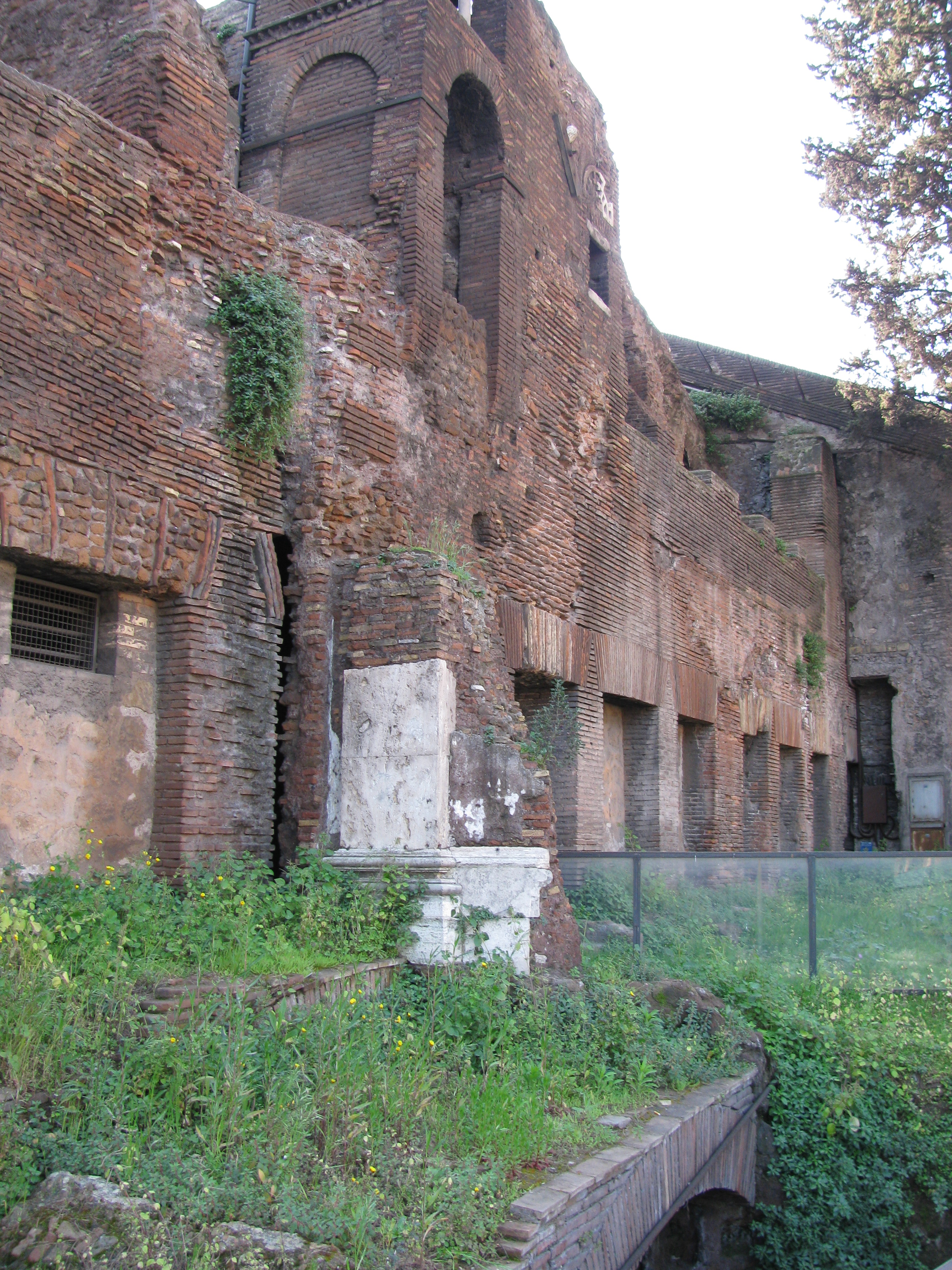
Deuxième et troisième étages.
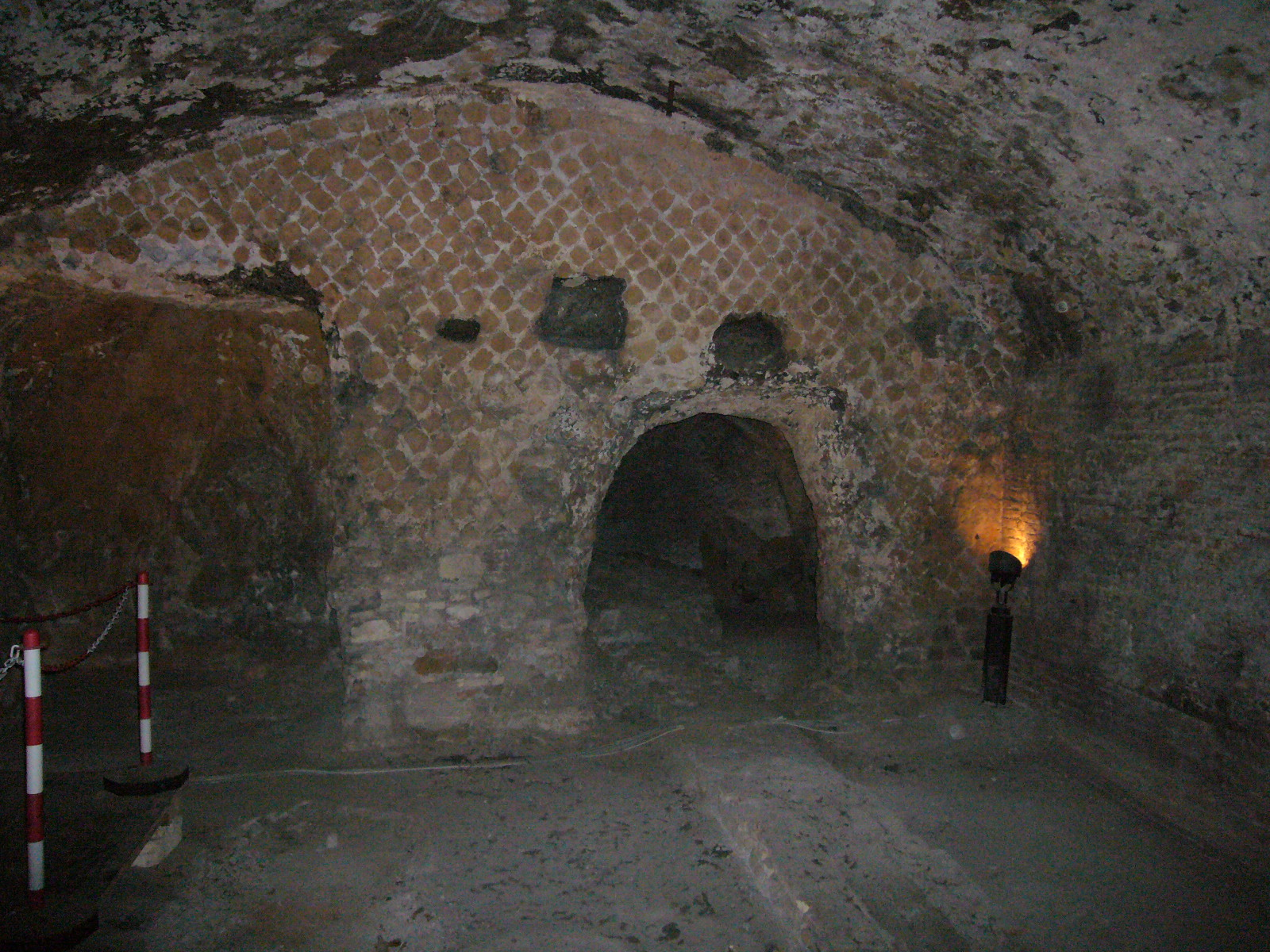
Intérieur du premier étage.
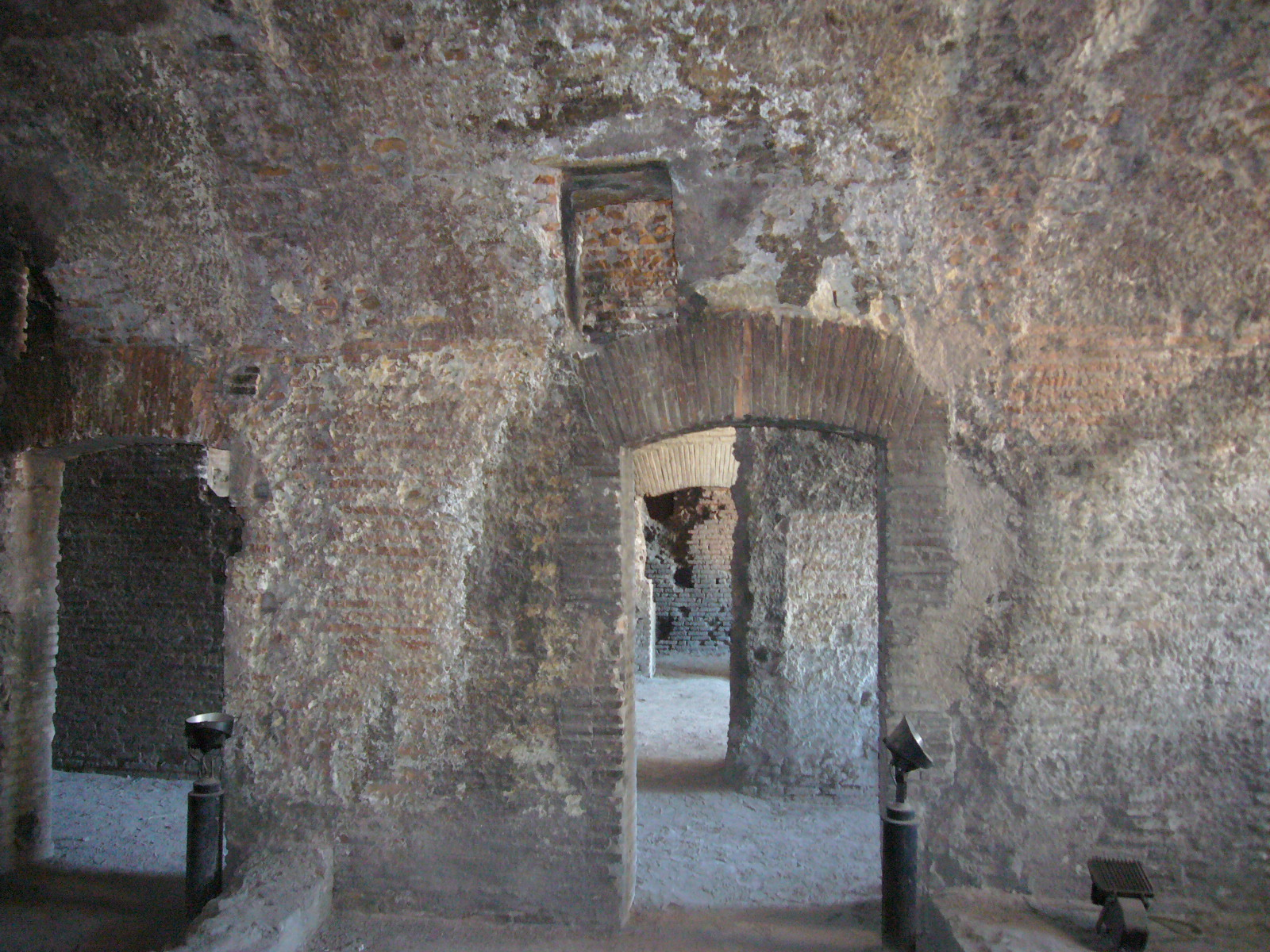
Intérieur du deuxième étage.

Insula dite maison de Diane, à Ostie.
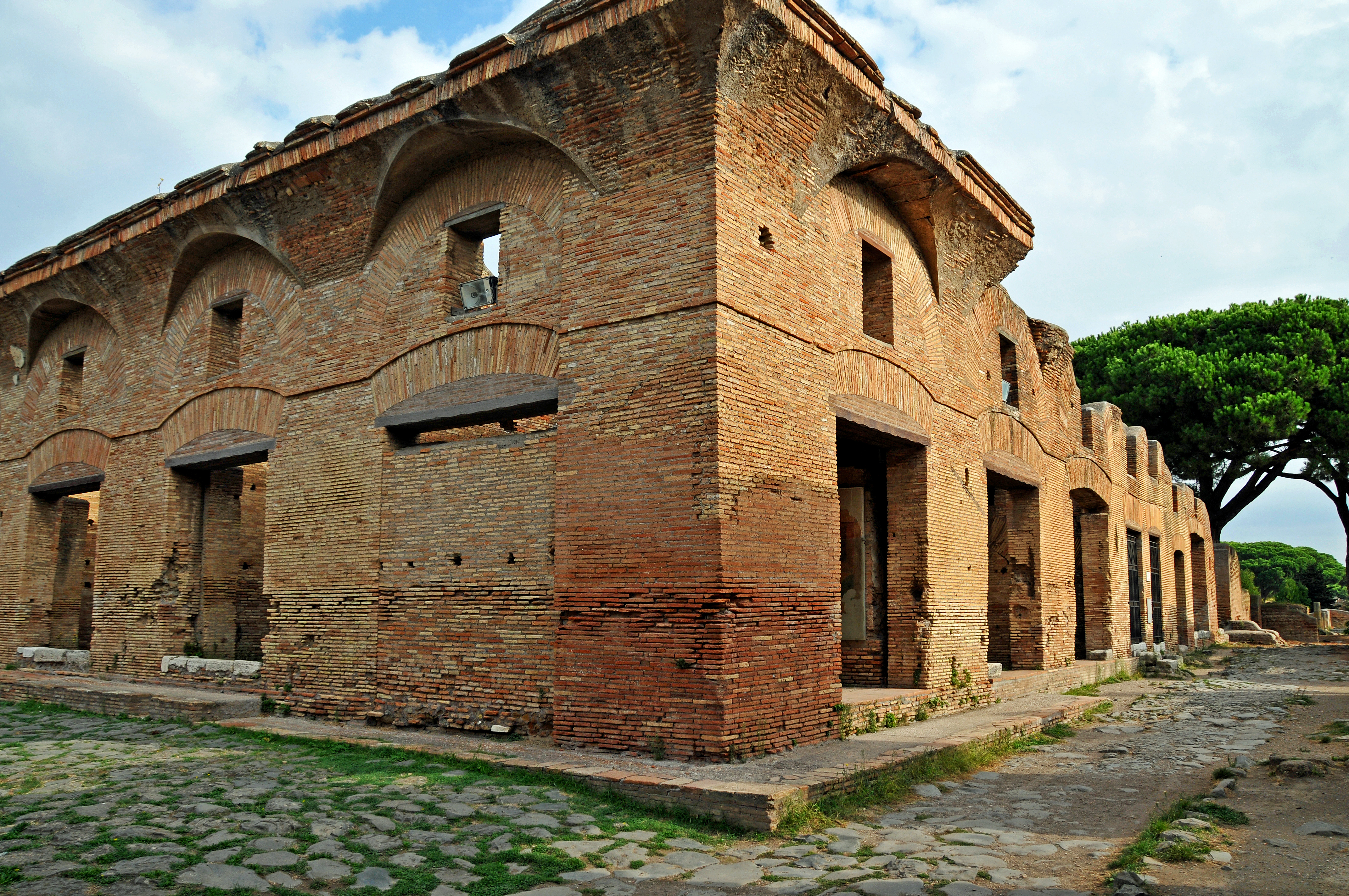
Maison de Diane.
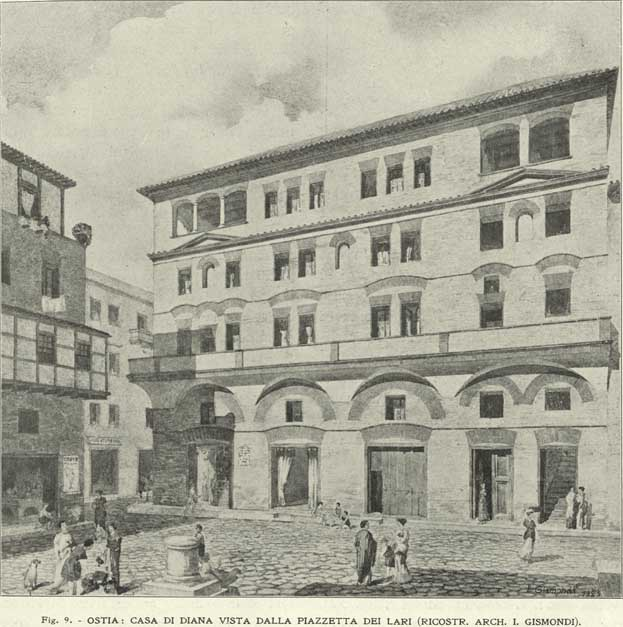
Reconstitution (Gismondi).
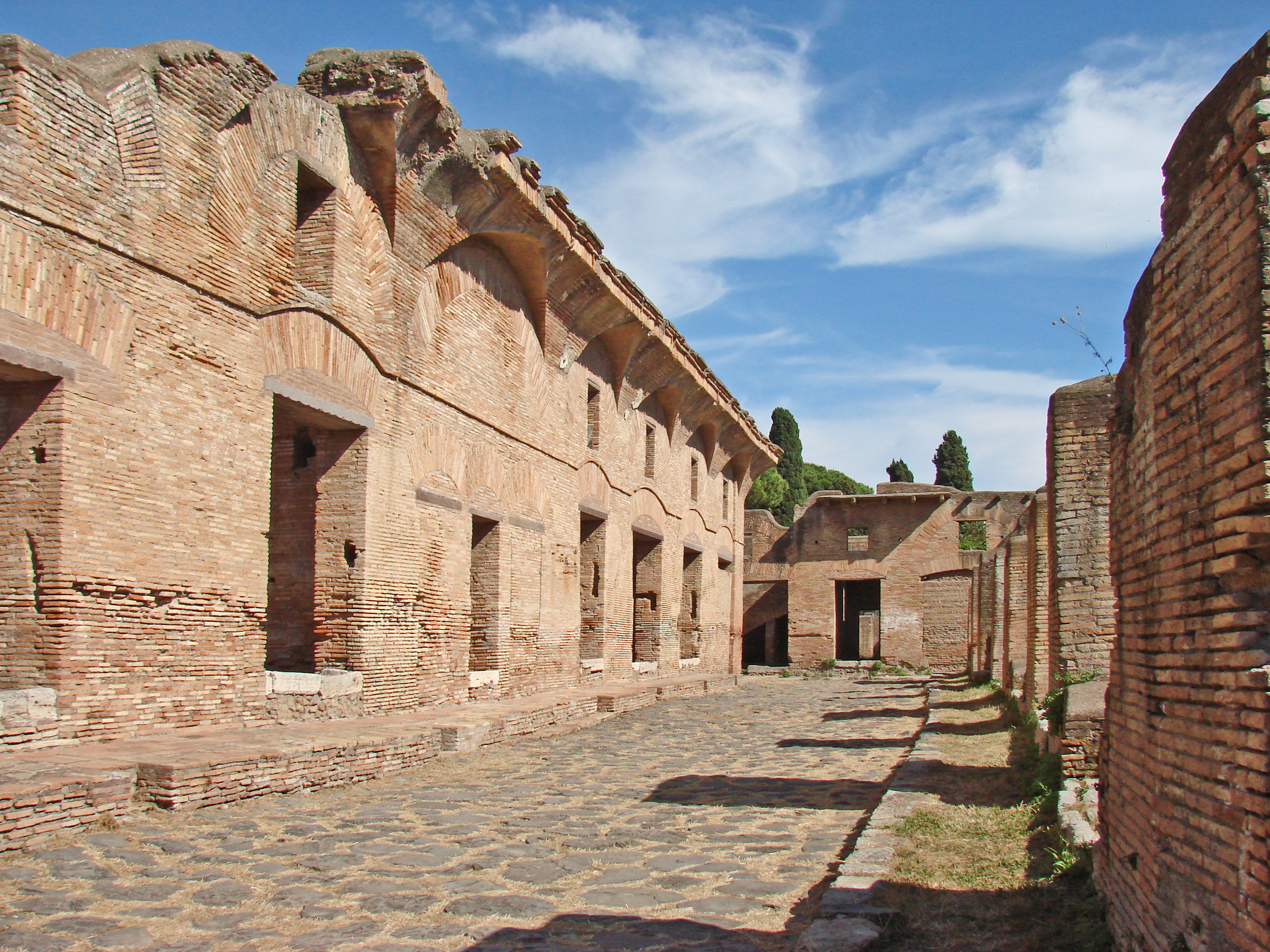
Rue de la maison de Diane.
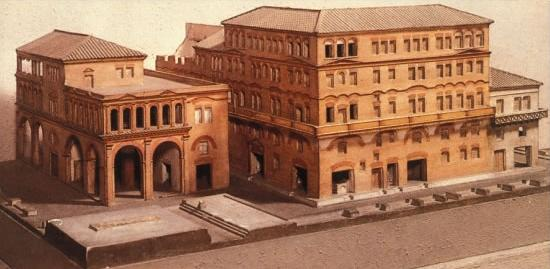
Maquette de la maison de Diane.

## Histoire
Les insulae sont des structures d'habitation qui apparaissent à la fin du IIe siècle av. J.-C., inspirées par les hautes maisons de Carthage[réf. nécessaire] qui atteignaient jusqu'à sept étages selon Pline l'Ancien. Elles se multiplient durant toute la fin de la période républicaine pour devenir une caractéristique du centre urbain de Rome au début de l'Empire romain. Elles sont initialement construites en matériaux légers (pisé ou torchis et bois), plus tard transformées en briques recouvertes si possible d'un enduit, le plâtre.

### L'apparition de ces bâtiments
La multiplication du nombre d'insulae dans Rome est due en premier lieu à l'augmentation de la population romaine. Le nombre d'habitants de Rome a en effet été en constante augmentation durant les premiers siècles de l'histoire de la ville, d'une part parce que le taux d'accroissement de la population était exponentiel, d'autre part en raison de phénomènes politiques et économiques comme les lois frumentaires du IIe siècle av. J.-C., la naturalisation de l'Italie ou encore la Pax Romana instaurée par Auguste, et l'extension de l'Empire, qui ont entraîné une hausse de l'immigration.
Ce surcroît de population s'est peu à peu concentré dans le centre urbain de la capitale, et il a fallu loger les nouveaux venus toujours plus nombreux.
D'autre part, si l'on admet que la cité s'étendait sur une superficie de 2 000 hectares (20 km2), au début de l'Empire, il s'agit d'une surface insuffisante pour loger une population estimée à 1,2 million d'habitants (soit 60 000 habitants au km2, trois fois plus que Paris) d'autant plus que tous les secteurs n'étaient pas propices à la construction d'habitations. Il faut en effet exclure en grande majorité tous les lieux réservés aux édifices publics, notamment le Forum, la zone comprise dans le lit du Tibre, trop marécageuse pour être aménagée, toutes les zones de jardins, le Champ de Mars dont les 200 ha sont inconstructibles (en tout cas pour tout ce qui concerne l'habitat) par respect pour les dieux.
À partir de l'époque augustéenne, la colline du Palatin devient le domaine réservé de l'empereur et de sa famille. La pression née du besoin d'espace crée donc la nécessité de trouver de nouvelles solutions. En outre, la ville ne peut se développer en largeur. Il est inutile de construire trop à distance du centre social et religieux, car les déplacements sont limités compte tenu de l'inexistence de moyens de transports efficaces. La seule possibilité est donc de construire en hauteur.

« Vu l'importance de la ville et l'extrême densité de la population, il est nécessaire que l'on multiplie en nombre incalculable les logements. Comme des logements à seul rez-de-chaussée ne sauraient accueillir une telle masse de population dans la ville, force a été, eu égard à cette situation, de recourir à des constructions en hauteur. »

— Vitruve, De Architectura, Livre II, 8, 17.
Sous Constantin Ier, Rome compte 46 000 insulae pour 2 000 domus.

## Les différents types d'insulae
Sur le plan architectural, on peut distinguer trois grandes catégories d'insulae, bien que la classification reste assez générale et qu'il existe certainement un plus grand nombre de solutions.

### Desinsulaeàtabernae
Dans ces insulae, le rez-de-chaussée est constitué de tabernae (boutiques) et les étages supérieurs sont des appartements loués de façon indépendante. C'est le modèle le plus anciennement attesté et le plus commun. Dans les tabernae, des escaliers mènent à un réduit qui sert de domicile au négociant qui n'est que très rarement propriétaire de la boutique dans laquelle il travaille. Dans tous les cas, qu’il soit travailleur libre ou esclave, le locataire de la boutique n'avait à sa disposition qu'une pièce où toute sa famille vivait, cuisinait, mangeait et dormait. Ces mezzanines n'offraient que peu d'intimité et aucun confort, l'espace dont disposait ses habitants était extrêmement réduit. Une insula de ce genre comporte souvent autant d'entrées que d'unités d'habitation à l'intérieur. On trouve donc en général deux ou trois portes desservant le premier, deuxième et troisième étage.
Les insulae étaient surtout habitées par des personnes de plus basses catégories que ceux qui habitaient dans les domus.

### Lesinsulaesanstabernae
Le second type de bâtiment est représenté par les insulae entièrement constituées d'appartements à louer.
Ce genre d'insulae était beaucoup moins répandu, car les boutiques étaient indispensables à l'économie de la ville. Dans ce cas, le rez-de-chaussée n’est plus réservé aux boutiques mais à des locations privées, ce qui explique que les premières fenêtres soient placées à deux mètres du sol : c'était le seul moyen de préserver l'intimité de ses occupants. Le rez-de-chaussée des immeubles de ce genre était souvent luxueux et occupé par un unique propriétaire. Seules les personnes riches pouvaient se permettre ce type de location dont le prix pouvait atteindre jusqu'à 30 000 sesterces par an.
Ces appartements avaient le prestige et les avantages d'une maison seigneuriale, et ils sont d'ailleurs désignés sous le nom de domus en opposition aux cenaculae des étages supérieurs.

### Lesinsulaeà portique
Le dernier type d'insulae tire sa particularité du fait qu'il est ceint d'un portique. Ce modèle de construction n'est apparu qu'après l'incendie de Rome sous Néron (64). Le but de ces portiques était, si l'on en croit Suétone, de limiter la propagation des feux. Cet appendice qui se greffe sur les façades protégeait les piétons qui faisaient leurs achats dans les tabernae d'éventuelles chutes d’objets, et il constituait une base solide pour la construction de terrasses (solaria).
Vues de l'extérieur, toutes ces insulae présentaient une ressemblance : les étages étaient généralement distribués de manière symétrique, des escaliers permettant d'accéder aux étages supérieurs. Dans beaucoup[évasif] d'édifices, l'accès aux étages les plus élevés se faisait par le biais d'échelles que l'insularius (le gérant de l'immeuble) avait la possibilité de retirer si le locataire ne payait pas son loyer[réf. nécessaire]. Les appartements donnant sur les rues les plus larges étaient pourvus de loggias (pergulae) ou de balcons de bois (maenianae), dont on retrouve parfois les poutrelles de soutien encastrées dans les murs. Il arrivait qu'ils soient construits en brique, et reposent sur une série de voûtes en berceau soutenues par de grandes poutres de travertin.